# Jean Lefebvre de Cheverus
Jean-Louis Anne Madelain Lefebvre de Cheverus (Mayenne, 28 gennaio 1768 – Bordeaux, 19 luglio 1836) è stato un cardinale e arcivescovo cattolico francese.

## Biografia
Proveniente da una famiglia nobile francese di magistrati e messosi in luce fin dal seminario tanto da essere a soli 22 anni canonico della cattedrale di Le Mans, prevosto coadiutore di Mayenne e priore di Torbechet, dovette lasciare la Francia per non aver voluto giurare fedeltà alla rivoluzione e alla costituzione civile del clero, andando in esilio prima in Inghilterra e poi in America (1796) dove c'era penuria di sacerdoti cattolici. Dopo vari incarichi pastorali a Filadelfia e a Boston,  venne nominato primo vescovo di Boston nel 1808 dove diede grande impulso alla crescita dei cattolici. Tuttavia accettò di ritornare in Francia come vescovo di Montauban su invito di Luigi XVIII nel 1823, desideroso di contrastare il laicismo postrivoluzionario, ma scontentando moltissimi fedeli americani che arrivarono a scrivere a Roma per far rivedere la decisione e lasciarlo a Boston. Il vescovo comunque partì e si insediò a Montauban (dove gli subentrò, tre anni dopo, un altro nobile francese divenuto vescovo in America Louis-Guillaume-Valentin Dubourg), prima di essere elevato nel 1826 ad arcivescovo di Bordeaux su indicazione del nuovo Re Carlo X, che lo nominò anche commendatore dell'Ordine dello Spirito Santo.  Dopo la rivoluzione francese del 1830, cercò di contemperare la sua personale fedeltà al deposto sovrano e alla sua famiglia (soprattutto cercò di intercedere per la nuora di Carlo X, la Duchessa di Berry, imprigionata vicino Bordeaux) con la politica pontificia volta a cercare di evitare problemi con il nuovo governo di Luigi Filippo.
Papa Gregorio XVI lo elevò al rango di cardinale nel concistoro del 1º febbraio 1836, ma non fece in tempo a ricevere il titolo in quanto morì prima.
Morì il 19 luglio 1836 all'età di 68 anni.

## Genealogia episcopale e successione apostolica
La genealogia episcopale è:
- Cardinale Scipione Rebiba
- Cardinale Giulio Antonio Santori
- Cardinale Girolamo Bernerio, O.P.
- Arcivescovo Galeazzo Sanvitale
- Cardinale Ludovico Ludovisi
- Cardinale Luigi Caetani
- Cardinale Ulderico Carpegna
- Cardinale Paluzzo Paluzzi Altieri degli Albertoni
- Cardinale Gaspare Carpegna
- Cardinale Fabrizio Paolucci
- Cardinale Francesco Barberini
- Cardinale Annibale Albani
- Cardinale Federico Marcello Lante Montefeltro della Rovere
- Vescovo Charles Walmesley, O.S.B.
- Arcivescovo John Carroll, S.I.
- Cardinale Jean-Louis Anne Madelain Lefebvre de Cheverus

La successione apostolica è:
- Arcivescovo Ambrose Maréchal, P.S.S. (1817)
- Vescovo Jean-Armand Chaudru de Trélissac (1833)
- Vescovo Jean-Pierre-Marie Cadalen (1833)
- Vescovo Pierre-Michel-Marie Double (1833)